# Irmã Dulce
Maria Rita de Sousa Brito Lopes Pontes, detta Irmã Dulce (Suor Dulce) (Salvador da Bahia, 26 maggio 1914 – Salvador da Bahia, 13 marzo 1992), è stata una religiosa brasiliana delle Suore missionarie dell'Immacolata Concezione della Madre di Dio, ricordata per le sue opere di carità e di assistenza ai poveri e ai bisognosi (Obras Sociais Irmã Dulce), tanto da essere soprannominata Anjo bom da Bahia (L'Angelo buono di Bahia); è stata proclamata santa (Santa Dulce dei poveri) da papa Francesco il 13 ottobre 2019.

## Biografia

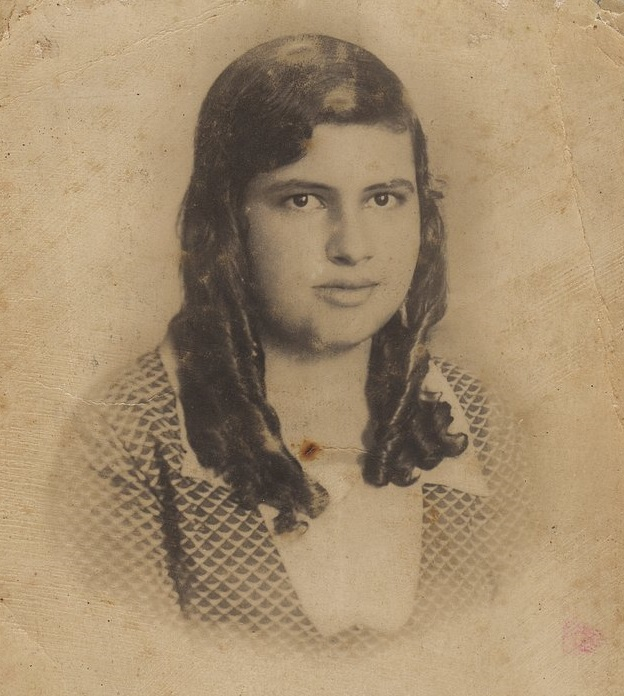
Irmã Dulce a 13 anni

Maria Rita nasce in via São José de Baixo 36, nel quartiere di Barbalho, a Salvador Bahia il 26 maggio 1914; è la seconda dei sei figli (Augusto, Maria Rita, Dulcinha, Aluisio Raimundo, Geraldo Majella e Regina) del dottor Augusto Lopes Pontes, dentista, e di sua moglie Dulce Maria de Souza Brito Lopes Pontes. Il 13 dicembre viene battezzata nella chiesa parrocchiale di Santo Antônio Além do Carmo.
L'8 giugno 1921 muore ventiseienne sua madre Dulce. Nel 1922 riceve la Prima comunione nella chiesa di Santo Antônio Além do Carmo assieme ai fratelli Augusto e Dulcinha.
Manifesta per la prima volta interesse per la vita religiosa nel 1927 e nel 1929 conosce presso, il convento de Nossa Senhora do Desterro, suor Rosa Schüller che per la prima volta le parla della congregazione delle Suore missionarie dell'Immacolata Concezione della Madre di Dio.
Il 20 agosto 1932 riceve il sacramento della Cresima dalle mani dell'arcivescovo Augusto Álvaro da Silva e il 9 dicembre successivo, a Bahia, prende il diploma di maestra elementare.
Il 15 gennaio 1933 si iscrive al terz'ordine francescano ricevendo il nome di suor Lúcia e il 9 febbraio entra a far parte della congregazione delle Suore missionarie dell'Immacolata Concezione della Madre di Dio, nel convento de Nossa Senhora do Carmo, a São Cristóvão, Sergipe. Riceve l'abito religioso il 13 agosto e, in onore della madre, le viene dato il nome di Irmã (suor) Dulce.
Inizia il noviziato il 15 agosto 1934. A settembre viene destinata all'Hospital Espanhol di Salvador, dove giunge in compagnia di suor Tabita e suor Capertana: vi esercita le funzioni di sacrestana, portinaia, infermiera e responsabile del settore radiologico.
Nel 1935, a febbraio, viene nominata insegnante di storia e geografia al collegio femminile di Santa Bernadetta. Lo stesso anno comincia a dedicarsi all'assistenza ai bisognosi, soprattutto all'interno del distretto Itapagipe (una zona paludosa con baracche su palafitta). Crea un ambulatorio medico che ha nel Dr. Bernardino Nogueira il suo primo collaboratore. Viene soprannominata l'angelo della favela di Alagados. A giugno inizia anche il suo apostolato tra gli operai di Itapagipana e il 6 dicembre apre una biblioteca con 50 libri nella fabbrica Penha.
Il 1º novembre 1936 fonda, assieme agli operai Ramiro S. Mendonça, Nicanor Santana e Jorge Machado, l'União Operária São Francisco (divenuto poi il Círculo Operário da Bahia), il primo movivento operaio cattolico di Bahia.
Il 15 maggio 1937 inizia il secondo noviziato e il 15 agosto, nella chiesa del convento di Penha, emise la professione perpetua.
Con l'aiuto di padre Hildebrando costruisce il cinema Plataforma a São Caetano, il cui reddito ha contribuito al mantenimento del Círculo Operário da Bahia. Il 1º maggio 1939 inaugura, nel quartiere di Massaranduba, il Collegio di S. Antonio, dove si svolgono corsi di giorno per 300 figli dei lavoratori e corsi serali per 300 adulti.
L'8 gennaio 1941 ottiene il diploma di farmacista e, qualche anno più tardi, diventa anche infermiera.
Nel 1946 inizia la campagna per intronizzare il Sacro Cuore di Gesù nelle fabbriche di Itapagipe. L'11 giugno 1947 fonda, con suor Plácida e suor Hilária, il convento Santo Antônio, annesso al Círculo Operário da Bahia: lei è eletta superiora.
Tra la fine degli anni quaranta e gli anni cinquanta avvia una serie di iniziative a favore dei poveri: apre un cinema e uno spaccio alimentare a prezzi contenuti; trasforma in ambulatorio il pollaio del convento, dando inizio a quello che diventerà il maggiore ospedale di Bahia.
A coronamento della sua lunga esperienza di apostolato tra i diseredati, il 26 maggio 1959 fonda l'Associação Obras Sociais Irmã Dulce (Associazione Opere Sociali Irmã Dulce), che il 15 agosto prende sede nell'edificio Roma del Circolo Operaio.
Nel luglio del 1979 il Cardinale Arcivescovo, mons. Avelar Brandão Vilela, invitò a Salvador Madre Teresa di Calcutta per aprire una casa in Alagados. Suor Dulce colse l’occasione per incontrarla.
Il 7 giugno 1980 suor Dulce incontra per la prima volta papa Giovanni Paolo II. L'anno successivo crea la fondazione Irmã Dulce e l'8 febbraio 1983 inaugura il nuovo ospedale Santo Antônio con 400 posti letto. Al fine di continuare la sua opera dopo la sua morte, nel 1984 fonda l'associazione delle Figlie di Maria Serve dei Poveri.
Nel 1988 viene candidata al Premio Nobel per la pace con l'appoggio del presidente del Brasile José Sarney e di Silvia, regina di Svezia.
L'11 novembre 1990 viene ricoverata per problemi respiratori e il 20 ottobre 1991 riceve per l'ultima volta la visita di papa Giovanni Paolo II: muore alle 16:45 di venerdì 13 marzo 1992, all'età di 77 anni, presso il Convento di S. Antonio, dopo 16 mesi di sofferenza.

## Il processo di canonizzazione e il culto
Il 21 gennaio 2009 la Congregazione delle cause dei santi riconosce le virtù eroiche di Dulce Lopes Pontes e il 3 aprile successivo papa Benedetto XVI promulga il decreto che le riconosce il titolo di venerabile. Il 9 giugno 2010 viene riesumata e seppellita una seconda volta.
Il 27 ottobre 2010 il cardinale arcivescovo Geraldo Majella Agnelo annuncia il voto unanime del collegio dei cardinali e vescovi della Congregazione per le Cause dei Santi, che riconosce l'autenticità di un miracolo attribuito all'intercessione di Dulce: Cláudia Cristiane Santos, a Itabaiana nel Sergipe, dopo aver partorito nel 2001 il secondo figlio Gabriel, ha una grave emorragia che tre successivi interventi chirurgici non riescono a fermare. Padre José Almí de Menezes, un sacerdote chiamato dai genitori per l'Estrema Unzione, dona alla donna una reliquia di suor Dulce, e l'emorragia si arresta. Il 22 maggio 2011 Dulce viene proclamata beata a Salvador di Bahia nel corso di una messa solenne presieduta dall'inviato speciale di papa Benedetto XVI, il cardinale Geraldo Majella Agnelo, arcivescovo di Salvador.
Il 14 maggio 2019 viene promulgato il decreto di riconoscimento di un secondo miracolo attribuito alla sua intercessione: il 10 dicembre 2014 un maestro di Salvador de Bahia, José Maurício Bragança Moreira, affetto da cecità all'occhio destro da atrofia ottica per glaucoma terminale, si pone sugli occhi un santino della beata Dulce; la successiva guarigione viene giudicata inspiegabile il 10 gennaio 2019. Irmã Dulce viene canonizzata il 13 ottobre 2019 in piazza San Pietro da papa Francesco. Il suo corpo, rimasto incorrotto in modo naturale, è custodito nella chiesa dell'Immacolata Concezione della Madre di Dio a Salvador di Bahia.